# Cyrille Émile Vaillancourt
Pour l’article homonyme, voir Vaillancourt.
Cyrille Émile Vaillancourt (20 mars 1848 - 7 juin 1912) est un médecin et homme politique fédéral du Québec.

## Biographie
Né à Saint-Roch dans la région de la Capitale-Nationale, il pratique la médecine dans la région de Saint-Anselme en 1873 et est maire de Saint-Anselme de 1898 à 1904.
Élu député sous la bannière nationaliste dans la circonscription fédérale de Dorchester en 1891, il est défait en 1896 et en 1904 par le conservateur Jean-Baptiste Morin.
Son fils, Cyrille Vaillancourt, a été sénateur de la division de Kennebec.
Une bourse de la Faculté de médecine de l'Université Laval est nommée en son honneur depuis 2014.